# Дина (филм из 2021)
Дина (енгл. Dune), познат као Дина: Први део (енгл. Dune: Part One), амерички је епско-научнофантастични филм из 2021. Режију потписује Дени Вилнев, који је и написао сценарио заједно са Џоном Спејтсом и Ериком Ротом. Први је део дводелне адаптације истоименог романа из 1965. Френка Херберта. Смештена у далеку будућност, прича прати Пола Атреида и његову породицу, племићку династију Атреид, гурнуте у рат за опасну пустињску планету Аракис. Ансамблску поделу улога предводе Тимоти Шаламе, Ребека Фергусон, Оскар Ајзак, Џош Бролин, Стелан Скарсгорд, Дејв Батиста, Стивен Макинли Хендерсон, Зендеја, Дејвид Дастмалчијан, Чанг Чен, Шерон Данкан Брустер, Шарлот Ремплинг, Џејсон Момоа и Хавијер Бардем.
Трећа је адаптација романа Дина, након филма из 1984. Дејвида Линча и мини-серије из 2000. Џона Харисона. Након што је Paramount Pictures неуспешно покушао да направи нову адаптацију Хербертовог романа, Legendary Entertainment је 2016. стекао филмска и телевизијска права на роман Дина, док је у фебруару 2017. Вилнев потписан као редитељ. Уговори о продукцији су обезбеђени само за први филм, ослањајући се на његов успех пре него што започне производња наставка. Снимање се одвијало од марта до јула 2019. у Будимпешти, Јордану, Норвешкој и Абу Дабију.
Приказивање Дине је првобитно било планирано за крај 2020, али је одложено због пандемије ковида 19. Премијера је одржана 3. септембра 2021. на Филмском фестивалу у Венецији, након чега је од 22. октобра истовремено приказиван у биоскопима и преко платформе HBO Max. Зарадио је преко 407 милиона долара, наспрам буџета од 165 милиона долара. Добио је позитивне рецензије критичара и публике, који су похвалили режију, сценарио, глумачки ансамбл, продукцију, костиме, музику, фотографију и задржавање основних елемената из изворног материјала. Освојио је девет награда на 94. додели Оскара и био номинован за још четири, уз бројна друга признања. Филм прате наставци Дина: Други део (2024) и Дина: Трећи део (2026). Успех филмова довео је и до емитовања серије Дина: Пророчанство.

## Радња
Године 10191, војводи Лету из династије Атреид, владару океанске планете Kаладан, цар падишах Шадам IV додељује да служи као феудални владар Аракиса, сурове пустињске планете. Аракис је једини извор меланжа или „зачина”, непроцењиве супстанце која продужава људски живот и неопходна је за међузвездано путовање. Атреиди ће заменити династију Харконен, који су се повукли из Аракиса по Шадамовом наређењу. Међутим, видевши династију Атреид као претњу за сопствену моћ, Шадам намерава да искористи своје трупе Сардукара да искорени династију Атреид и изведе пуч како би омогућио династији Харконен да поново заузме планету убрзо након њиховог доласка. Лето се плаши тог задатка, али га види као прилику да се повеже са домородачким становништвом Аракиса, Слободњацима, као први корак ка успостављању мира у свим кућама.
Летова наложница госпа Џесика је аколит реда Бенегесериткиња, ексклузивног сестринства које поседује напредне физичке и менталне способности. Џесика је добила наређење да роди ћерку као део њиховог узгојног програма за стварање Kвизца Хадераха, месијанског супер-бића, али је због своје љубави према Лету родила сина Пола. Током свог живота, Пола тренирају Летови помоћници, Данкан Ајдахо, Гурни Халек и ментат Туфир Хават, док Џесика обучава Пола дисциплинама Бенегесериткиња. Пол је узнемирен визијама будућности, мистериозне девојке и себе као цара, што открива само Џесики и Ајдаху. Због ових визија, часна мајка Гајус Хелен Мохијам долази на Kаладан и подвргава Пола гом џабару, смртоносном тесту за процену људскости, који он пролази. Након тога, Мохијамова даје инструкције барону Владимиру Харконену да поштеди Пола и Џесику током његовог пуча, на шта он наизглед пристаје.
Лето, Џесика и Пол путују у Аракин, упориште на Аракису које је раније држала династија Харконен, а Ајдахо и извиђачка група су стигли унапред како би проучавали и живели међу Слободњацима. Лето преговара са вођом Слободњака, Стилгаром, и упознаје планетолога, др Лијет-Kајнс. Лето сазнаје за опасности везане за прикупљање зачина, посебно џиновске пешчане црве који путују испод пустиње. Током лета са Полом, Халеком и Kајнсовом, сведочи нападу пешчаног црва на активни сакупљач. Лето помаже у спасавању посаде пре него што пешчани црв прогута сакупљач, током чега Пол удише зачински ваздух, због чега се његове визије појачавају.
Након што је агент Харконена неуспешно покушао да убије Пола, Лето ставља своје трупе у стање високе приправности, док Пол сумња да се у династији Атреид налази издајник. Испоставља се да је то сучки доктор Велингтон Ју, који онемогућава аракинске заштитне штитове и дозвољава војсци Харконена и прерушеним трупама Сардукара да савладају снаге Атреида. Ју онеспособљава Лета, као део договора да га испоручи барону у замену за ослобађање своје заробљене жене. Ју замењује један од Летових зуба капсулом отровног гаса како би убио барона, али бива убијен након што је испоручио војводу. Лето активира отровни гас, убијајући присутне баронове слуге и себе, али барон је у стању да га избегне. Ајдахо краде орнитоптер, бежећи од напада, али Пол и Џесика су заробљени како би били остављени у пустињи. Kористећи „глас”, Пол и Џесика савладају и убијају своје отмичаре. Проналазећи комплет за преживљавање који им је оставио Ју, Пол и Џесика проводе ноћ у шатору док Аракин гори, где Џесика осећа Летову смрт.
Барон предаје команду над Аракисом свом свирепом нећаку Рабану и наређује му да прода резерве зачина и поново покрене његову производњу како би надокнадио огромне трошкове настале током пуча. Пола и Џесику проналазе Ајдахо и Kајнсова и одлазе до старе истраживачке станице, али их Сардукари убрзо након тога проналазе. Ајдахо и присутни Слободњаци се жртвују да би омогућили Џесики, Полу и Kајнсовој да побегну из установе. Kајнсова намерно намами пешчаног црва да прождере њу и трупе Сардукара. Пол и Џесика стижу до дубоке пустиње и упознају Слободњаке, међу којима су Стилгар и Чани, девојка која се појавила у Половим визијама. Члан племена Џамис протестује против њиховог прихватања и изазива Пола на ритуални двобој до смрти. Пол га убија, након чега, упркос Џесикиној жељи, инсистира да се придруже Слободњацима, како би он испунио циљ свог оца да донесе мир на Аракис.

## Улоге
- Тимоти Шаламе као Пол Атреид, војводски наследник династије Атреид.
- Ребека Фергусон као госпа Џесика, Полова мајка, Бенегесериткиња и партнерка војводе Лета.
- Оскар Ајзак као војвода Лето Атреид, Полов отац и војвода из династије Атреид, коме је дато управљање Аракисом.
- Џош Бролин као Гурни Халек, мајстор оружја династије Атреид и један од Полових ментора.
- Стелан Скарсгорд као барон Владимир Харконен, барон династије Харконен, непријатељ куће Атреид и бивши управник Аракисом.
- Дејв Батиста као Глосу Рабан, нећак барона Харконена.
- Стивен Макинли Хендерсон као Туфир Хават, ментат куће Атреид.
- Зендеја као Чани, млада слободњачка жена и Полов љубавни интерес
- Дејвид Дастмалчијан као Пајтер де Врис, ментат куће Харконен.
- Чанг Чен као др Велингтон Ју, сучки доктор који је запослен у кући Атреид.
- Шерон Данкан-Брустер као др Лијет-Кајнс, царска екологкиња и судија промене на Аракису.
- Шарлот Ремплинг као Гајус Хелен Мохијам, часна мајка Бенегесериткиња и царева истинозборка.
- Џејсон Момоа као Данкан Ајдахо, мачевалац куће Атреид и један од Полових ментора.
- Хавијер Бардем као Стилгар, вођа слободњачког племена у Сич Табру
- Бабс Олусанмокун као Џамис, Слободњак из Сич Табра.
- Бенџамин Клементин као весник промене, шеф царске делегације у Каладану.
- Голда Рошевел као Шадоут Мејпс, Слободњакиња која ради као собарица за династију Атреид.
- Роџер Јуен као поручник Ланвил, заменик Гурнија Халека.[7]

Џоел Амери наступа као слуга барона Харконена, док Меријен Фејтфул, Жан Гилпин и Елен Дубин позајмљују гласове прецима Бенегесериткиња чије гласове чује Пол у својим сновима. Монтажер филма, Џо Вокер, пружа нарацију за Полове филмске књиге.

## Продукција

### Позадина
Убрзо након објављивања 1965. године, Дина је разматрана за филмску адаптацију, а права на роман имало је неколико продуцената од 1971. године. Учињено је више покушаја да се сними такав филм, али сматрало се да је роман неподобан за филмску адаптацију због своје ширине садржаја. Даље, због статуса књиге међу страственим фановима, свако одступање од оригиналног материјала без јаког оправдања могло је да нашкоди репутацији филма.
Режисер Алехандро Ходоровски је 1970-их стекао права да направи екстравагантну четрнаесточасовну адаптацију књиге, али је пројекат пропао. Овај напор да се сними филм касније је био предмет документарног филма Ходоровскијева Дина објављеног 2013. године. Филм Дина из 1984. године, режисера Дејвида Линча, коју је продуцирала Рафаела Де Лаурентис, испрва је требало да буде тросатни филм, али је био приморан на скраћивање на 137 минута како би се пуштао у јавност, и као резултат тога, филм је био лоше примљен и сматран је „неуспехом”. Године 1996. продуцент Ричард П. Рубинштајн је стекао права на роман. Играна мини-серија коју је продуцирао Рубинштајн, Дина Френка Херберта, емитована је на каналу Sci Fi Channel 2000. године; серија је била хит у гледаности и генерално је боље прихваћена од Линчевог филма. Међутим, неки рецензенти су критиковали мини-серију због недостатка спектакла који се пружа продукцијом дугометражног филма, због тога што је остала превише верна књизи и због тога што је била пуна излагања. Изгледи да се направи успешна адаптација Дине побољшали су се након критичног и комерцијалног успеха адаптација филмских серијала Господар прстенова и Хари Потер, које су задржале већину кључних ликова и заплета књига уз ограничено време приказивања.
Године 2008. Paramount Pictures је почео са развојем нове адаптације Дине као играног филма, а Питер Берг је требало да је режира. Берг је напустио пројекат у октобру 2009, а редитељ Пјер Морел је преузео режију у јануару 2010. године. Међутим, Paramount је одустао од пројекта у марту 2011, пошто нису могли да постигну кључне споразуме, а њихова права су враћена Рубинштајну.

### Развој
Дана 21. новембра 2016. Legendary Entertainment је купио филмска и ТВ права за Дину. У децембру 2016, Variety је известио да је режисер Дени Вилнев у преговорима са студијом да режира филм. У септембру 2016. Вилнев је изразио интересовање за пројекат, рекавши да је „мој дугогодишњи сан да адаптирам Дину, али да је дуг процес добијања права и мислим да нећу успети”. Вилнев је изјавио да осећа да није спреман да режира Дину док не заврши пројекте као што су Долазак и Блејд ранер 2049, и да је, са својим искуством у научнофантастичним филмовима, „Дина мој свет”. До фебруара 2017. Брајан Херберт, Френков син и аутор каснијих књига из серијала Дина, потврдио је да ће Вилнев режирати пројекат.
Неки од Вилевљевих ранијих сарадника на филмовима Долазак и Блејд ранер 2049 вратили су се за Дину, укључујући филмског монтажера Џоа Вокера, дизајнера продукције Патриса Вермета, супервизора визуелних ефеката Пола Ламберта, дизајнера звука и монтажера Теа Грина, монтажера звука Марка Манџинија, и супервизора специјалних ефеката Герда Нефзера. Остали ранији сарадници су одустали пре почетка продукције, укључујући супервизора визуелних ефеката Џона Нелсона и сниматеља Роџера Дикинса, који је у децембру 2018. замењен Грегом Фрејзером.
Филм су продуцирали Вилнев, Мери Парент и Kејл Бојтер, а Тања Лапоинт, Брајан Херберт, Бајрон Мерит, Kим Херберт, Томас Тал, Џон Спејтс, Ричард П. Рубинштајн, Џон Харисон и Херберт В. Гејн су били извршни продуценти, док је Kевин Џ. Андерсон као креативни консултант. У априлу 2019. је потврђено је да креатор језика Игре престола, Дејвид Питерсон, развија језике за овај филм.

### Сценарио
У марту 2018. Вилнев је изјавио да му је циљ адаптација романа у дводелни филмски серијал. Вилнев је на крају обезбедио уговор о два филма са студијом Warner Bros. Pictures, у истом стилу као што је била и дводелна адаптација романа То Стивена Kинга 2017. и 2019. године. Он је изјавио да „не бих пристао да направим ову адаптацију књиге са једним јединим филмом” јер је Дина „превише сложена” са „снагом у детаљима” да један филм не би успео да ухвати суштину. Међутим, договорено је и да сви наредни послови треба да обезбеде продукцију првог филма и да ће морати да се склопе нови уговори о продукцији како би се започела продукција другог филма.
Ерик Рот је ангажован као ко-сценариста у априлу, а касније је потврђено да Џон Спејтс пише сценарио заједно са Ротом и Вилневом. Вилнев је у мају 2018. изјавио да је први нацрт сценарија завршен. Брајан Херберт је до јула 2018. потврдио да је најновији нацрт сценарија покривао „отприлике половину романа Дина”. Извршни директор комапније Legendary, Џошуа Гроде, потврдио је у априлу 2019. да планирају да направе наставак, додајући да „постоји логично место да се заустави [први] филм пре него што се књига заврши”. У новембру 2019. Спејтс је дао оставку на место шоуранера серије Дина: Сестринство, ТВ преднаставка Дине, како би се фокусирао на други филм.
Иако је Вилнев видео Линчову адаптацију Дине и поштовао је и Линча и тај филм, није надовезао никакве елементе из овог остварења, рекавши да се „враћам на књигу и на слике које су изашле када сам читао то”. Вилнев је изјавио да је, након што је први пут видео Линчову адаптацију, помислио да „постоје делови које волим и други елементи са којима ми је мање пријатно. Тако да се сећам да сам био напола задовољан” и да „и даље постоји филм који треба да се направи о тој књизи, само са другачијим сензибилитетом”. Даље, Вилнев није желео да инкорпорира концепте које је Ходоровски изложио за свој покушај снимања филма Дина средином 1970-их, пошто је Вилнев изјавио да је „Ходоровски веома јединствен визионар. Он има веома снажну, јединствену визију. Ја сам потпуно другачије људско биће. Било би веома дрско и арогантно да покушам.”
Прилагођавајући књигу написану шездесетих година 20. века за 21. век, Вилнев је желео да размисли о стварностима које су се десиле у вези са прекомерном експлоатацијом Земље и сматрао је свој сценарио „причом о пунолетству, али и позивом на акцију за омладину”. Вилнев је настојао да поједностави многе делове романа у адаптацији за филм, наводећи „Мој циљ је заиста био да се уверим да ће најватренији фанови пронаћи атмосферу и поезију књиге нетакнутом”. Вилнев је избегавао већину интерних монолога и епиграфа који су коришћени у књизи и који су сматрани проблемом у Линчевој филмској адаптацији. Уместо тога, он је усредсредио причу на Пола и Џесику, дајући им тајни језик гестова руком који су могли да користе да нечујно комуницирају једно са другим. Филм минимизира многе аспекте око цара и политике која окружује Царство, јер је Вилнев веровао да још увек може да задржи осећај обима који је роман представио, док још увек фокусира радњу око Полове приче о пунолетству. Другим ликовима је дата мања превласт, као што су барон Харконен и чланови његовог двора, као и ментати Туфир Хават и Пајтер де Врис, довољно их утврђујући како би могли да се користе у потенцијалном другом филму. Вилнев је такође желео да преобрати барона Владимира Харконена од карикатуре како је представљен у роману до сложенијег антагонисте.
Још једна велика промена била је измена неких прича женских ликова у књизи како би им се дало више поштовања и истакнутости. Вилнев је изјавио: „Женственост је присутна у књизи, али сам мислио да би требало да буде истакнутија.” Према Ребеки Фергусон, која глуми госпу Џесику, „Дени је веома поштовао Френков рад у књизи, [али] квалитет прича око [многих] жена је подигнут на нови ниво. Било је неких одступања које је направио, и она су сада лепо приказана.” Госпа Џесика је добила проширену улогу и као војник и као Бенегесериткиња. Студио је ову улогу означио као „свештеница ратница”, за разлику од шаљиве етикете „свемирске часне сестре” за коју је Вилнев сматрао да је имплицирана у књизи. Улогу слободњачког еколога др Лијет-Kајнса, мушког лика у роману, такође је добила глумица, Шерон Данкан-Брустер, како би помогла у ширењу разноликости глумаца.

### Кастинг
У јулу 2018. објављено је да је Тимоти Шаламе ушао у завршне преговоре да игра главну улогу у филму, Пола Атреида. У септембру исте године, Ребека Фергусон је ушла у преговоре да се придружи филму и игра Полову мајку, госпу Џесику. Она је потврдила свој кастинг у јануару 2019. године.
У јануару 2019, Дејв Баутиста, Стелан Скарсгорд, Шарлот Ремплинг, Оскар Ајзак, и Зендеја су се придружили глумачкој екипи. У фебруару 2019, Хавијер Бардем, Џош Бролин, Џејсон Момоа, и Дејвид Дастмалчијан добили су улоге. Стивен Макинли Хендерсон се придружио у марту, са Чанг Ченом који је ушао у преговоре.
У јулу 2019. године, TheMix.net је известио да ће филм „променити пол” лика Лијет-Kајнса тако што ће ту улогу добити Шерон Данкан-Брустер. Kастинг Данкан-Брустерове је потврђен у априлу 2020. године. Према Данкан-Брустеровој, Вилнев је сматрао да је неопходно да ухвати суштину лика из књиге, али није било неопходно да остане доследан свим другим аспектима, па се одлучио за ову промену.

### Снимање
Главно снимање почело је 18. марта 2019. у филмском студију Origo у Будимпешти, а такође је снимано у Вади Руму у Јордану. Сцене на планети Kаладан, једној од поставки филма, снимане су у Стадландету у Норвешкој. Филм је такође сниман у оази Лива у Уједињеним Арапским Емиратима, која је представљала кључну позадину планете Аракис. Главно снимање је завршено у јулу 2019. године. Додатно снимање је одржано у Будимпешти у августу 2020, али се није очекивала да ће ово променити датум објављивања филма. Филм је снимљен за IMAX формат са IMAX сертификованом Arri Alexa LF камером и IMAX сертификованим Alexa Mini LF прототипом, опремљеним Panavision сочивима великог формата у линији Ultra Vista и H-серије, са одабраним сценама које виде аспект однос отворен до 1,90:1 на свим IMAX екранима, и до 1,43:1 на одабраним IMAX екранима опремљеним IMAX-овим двоструким ласерским пројекционим системом. Брајан Херберт је потврдио да је снимање завршено 26. јула 2019. године.
За филм је направљено више од две хиљаде снимака визуелних ефеката. Ови снимци су користили процес хрома ки који је супервизор визуелних ефеката Пол Ламберт назвао пешчаним екраном, тако да су уместо коришћења зелених позадина користили оне браон боје које су одговарале основним пустињским снимцима намењеним за позадину, при чему је резултујући снимак изгледао природније него код других хрома кијева. Пешчани црви су створени помоћу компјутерски генерисаних слика, са оригиналним дизајном који је Ламберт сматрао „праисторијским”, инспирисан китовима са устима испуњеним балеом и праћењем подводних кретања китова. Иако су размишљали о коришћењу монтираног експлозива за снимање кретања пешчаних црва које пробијају површину у пустињи, ово би било непрактично на Блиском истоку, и уместо тога су користили Худини софтвер да би песак опонашао кретање воде. Вилнев није желео да звук повезан са овим специјалним ефектима звучи као студијска продукција, а дизајнери звука Марк Манџини и Тео Грин су користили приступ „лажног документарног реализма” како би ухватили природне звукове и манипулисали њима за употребу у филму, као што је снимање звукова померања песка у Долини смрти помоћу хидрофона.

## Музика
Ханс Цимер је потврдио да ће компоновати музику за Дину уочи почетка продукције филма у марту 2019. године. Цимер је раније радио са Вилневом на филму Блејд ранер 2049. У то време, Kристофер Нолан се обратио Цимеру ради компоновања музике за његов тада предстојећи филм Тенет, али се Цимер одлучио за Дину — наводећи своју личну љубав према књизи као разлог. Цимер није желео да звучни запис звучи као његова претходна дела и користио је инструменте нетипичне за западни оркестар, приступ који је назвао „анти-грув”. Избегавао је да погледа Линчову Дину како не би био под утицајем Тотоове музике, већ је провео недељу дана у пустињи у Јути како би уградио њене звуке у партитуру. Музика је изведена коришћењем еклектичног скупа инструмената, укључујући и неке који су направљени посебно за ову музику. Извођачи за партитуру укључују гитаристу Гатрија Гована и вокала Лоар Котлер. Додатну музику је компоновао Дејвид Флеминг, који је радио у сарадњи са Цимером како би његова дела задржали на теми.
За први трејлер за Дину, Цимер је надгледао хор од 32 особе преко FaceTime-а (што је било неопходно због ограничења пандемије ковида 19) за снимање обраде песме Pink Floyd-а „Eclipse”. Чланови хора су се окупили у групе од по четири на осам одвојених сесија у Санта Моници у Цимеровом студију Remote Control док је Цимер дириговао од куће.
За филм су објављена три албума са саундтреком, укључујући The Dune Sketchbook (Music from the Soundtrack), Dune (Original Motion Picture Soundtrack) и The Art and Soul of Dune 3. септембра, 17. септембра и 22. октобра 2021. године. Вилнев је изјавио да је Цимер провео „месеце и месеце стварајући нове инструменте, дефинишући, стварајући и тражећи нове звуке, померајући оквире” и похвалио његов рад на филму. Два сингла су објављена 22. јула, под називом „Paul's Dream” и „Ripples in the Sand”. Међу комадима са саундтрека су и гајде за тему куће Атреид. Цимер је рекао да је идеја да кућа користи гајде била Вилневова идеја о нечему „древном и органском”. Цимер је успео да пронађе тридесет свирача гајдаша широм Единбурга усред пандемије ковида-19 и снимио их како свирају у цркви.

## Маркетинг

### Промоција
Vanity Fair је 13. априла 2020. објавио опсежан извештај првог погледа на Дину. Насловна прича часописа Empire, издања за октобар 2020, укључивала је детаљан поглед на филм и интервјуе са глумцима и екипом, пружајући додатне прве погледе пре објављивања трејлера за филм. Првих 10 минута филма приказано је у одабраним IMAX биоскопима широм света 21. и 22. јула 2021. године, у догађају који је такође укључивао поглед иза кулиса филма и деби првог целог трејлера за филм.
Тизер трејлер објављен је 9. септембра 2020. године. IndieWire је дао позитивну рецензију трејлеру и написао „Пун је сценографије која боде очи, акције која одузима дах и једног запањујућег погледа на злогласне пешчане црве Френка Херберта у последњем тренутку”, поред навода, „Њих двојица [Дени Вилнев и Грег Фрејзер] су донели опипљивост у свет Френка Херберта који би требало да учини Дину висцералним искуством за филмске гледаоце.” Биоскопски трејлер за филм објављен је 22. јула 2021. године. Wired је навео да трејлер „моли да га видите у биоскопима”. Variety је похвалио глумачку екипу и визуелни приказ. Vanity Fair је такође дао позитивну рецензију трејлеру и навео: „Онима који нису упознати са причом ће изгледати мистериозније, али као што Чани приказује у порукама из Полових снова, то наговештава велике, импресивне ствари које тек долазе.”

### Рекламна роба
Дана 26. фебруара 2019. године, Funcom је склопио ексклузивно партнерство са компанијом Legendary Entertainment за развој игара у вези са предстојећим филмовима из серијала Дина.
Планирано је да друга дела франшизе Дина, која нису повезана са филмом, буду објављена скоро у исто време када и филм. Оригиналну друштвену игру Дина, коју је издао Avalon Hill 1979. године, али није била штампана дуги низ година, поново је објавио Gale Force Nine како би је повезао са филмом, заједно са развојем нових друштвених игара заснованих на франшизи Дина. Адаптацију књига у три дела графичког романа написали су Брајан Херберт и Kевин Џ. Андерсон са илустрацијама Раула Алена и Патрише Мартин, а издао је Abrams Books почевши од октобра 2020. како би их повезало са објављивањем филма. У мају 2020, Boom! Studios је стекао права на стрипове и графичке романе за роман преднаставак, Дина: Кућа Атреид из 1999. године, са намером да ураде адаптацију стрипа од 12 издања коју су написали оригинални аутори Брајан Херберт и Kевин Џ. Андерсон. У марту 2020. Modiphius Entertainment је покренуо нову игру улога засновану на франшизи, Дина: Авантуре у Империјуму.
Dire Wolf Digital је објавио нову друштвену игру, Дина: Империјум, у децембру 2020. године. Игра комбинује изградњу шпила и постављање фигура за до четири играча. Игра такође садржи аутоматизованог противника који се може користити за соло игру или за игре са мање од четири играча.
У септембру 2020. McFarlane Toys је покренуо серију фигура од по 7 инча по узору на ликове из филма. У исто време представљена је и фигура барона Харконена од 12 инча. Серија је пуштена у реализацију крајем 2020. године.
Упоредо са филмом 22. октобра 2021. објављена је и уметничка књига Уметност и душа Дине. Kњигу је написала извршна продуценткиња филма Тања Лапоинт, а садржи и истоимени албум са звучним записима који је компоновао Цимер. Kњига је била доступна и у стандардном и у ограниченом издању.

## Објављивање
Филм је првобитно требало да буде објављен 20. новембра 2020, али је одложено за 18. децембар 2020. године. Филм је потом одложен због пандемије ковида 19, овог пута за 1. октобар 2021, преузимајући термин за датум објављивања филм Бетмен, када ће бити објављен у биоскопима у 3D-у. Крајем јуна 2021, Warner Bros. поново је одложио амерички датум објављивања филма за три недеље, до 22. октобра 2021. како би избегао конкуренцију са филмом Није време за умирање. Више од месец дана пре домаћег датума објављивања у Северној Америци, филм је имао постепени распоред објављивања у биоскопима на већини међународних тржишта која немају HBO Max, почевши од 15. септембра, укључујући Француску, Италију, Шведску и Швајцарску. Недељу дана пре објављивања у Сједињеним Америчким Државама, Warner Bros. најавио је да ће филм бити доступан на HBO Max-у увече 21. октобра 2021. године, што одговара типичним биоскопским пројекцијама у четвртак у раним терминима за филмове који се приказују петком (иако студио није радио ране прегледе четвртком за већину својих хибридних биоскопских/HBO Max објављивања. Други тренутни изузетак је филм Одред отписаних: Нова мисија, који је имао исту стратегију за своје ране прегледе четвртком/HBO Max објављивање).
Као и сви филмови Warner Bros.-а из 2021. године, филм би се истовремено стримовао на HBO Max-у у периоду од месец дана. Филм би тада био уклоњен са услуге и уследио би уобичајени распоред објављивања за кућне медије, сличан процесу који је Warner Bros. користио за филм Чудесна Жена 1984. Вилнев био је један од неколико редитеља, поред ланаца биоскопа и продукцијских кућа (укључујући Legendary Entertainment, који је продуцирао и финансирао филм), који је изразио разочарење и незадовољство због овог потеза. У колумни објављеној у Variety-ју, он је написао: „Стримовање може да произведе одличан садржај, али не и филмове обима и размера као што је Дина. Одлука Warner Bros.-а значи да Дина неће имати прилику да финансијски наступа како би био одржив и пиратерија ће на крају тријумфовати... Мој тим и ја смо посветили више од три године наших живота да то учинимо јединственим искуством на великом екрану. Слика нашег филма и звук је помно дизајниран да се види у биоскопима.” Истог месеца, на крају свог појављивања у емисији Уживо суботом увече, Шаламе је носио дуксерицу са логом Legendary Pictures-а, што је у медијима протумачено као подршка Legendary-ју и неодобравање договора о стримингу.
Светска премијера филма била је 3. септембра 2021. године на Филмском фестивалу у Венецији. Такође је приказан Филмском фестивалу у Торонту, са премијерном пројекцијом IMAX-а у Синесферу. Џејсон Момоа био је позитиван на ковид 19 након што је 15. октобра 2021. присуствовао премијери филма у Лондону. Дана 17. октобра, филм је процурио на интернету уочи планираног објављивања у Сједињеним Државама и на HBO Max-у.

## Пријем

### Зарада
Филм Дина зарадио је 110 милион долара у Сједињеним Државама и Канади и 324,8 милиона долара на другим територијама, што је укупно 434,8 милиона долара широм света. Deadline Hollywood био је известио да ће укупна зарада од 300 милиона долара, комбиновани трошкови продукције и маркетинга, „учинити многе срећним са становишта имиџа, чак и ако је рентабилност далеко од тога.”
Филм је објављен 15. септембра 2021. на 14 тржишта ван Сједињених Држава. Зарадио је 37,9 милиона долара, а највећа тржишта су Русија (8,9 милиона), Француска (7,2 милиона), Немачка (4,4 милиона), Тајван (3,4 милиона долара) Италија (2,5 милиона долара) и Шпанија (2,4 милиона долара). Након што је током другог викенда додао додатних 26,3 милиона долара из 32 земље, филм је имао укупно 76,5 милиона долара за 10 дана.  У Кини је зарадио 21,6 милиона долара током првог викенда према проценама Warner Bros.-а, заузимајући друго место на биоскопским благајнама у земљи, иза филма Битка на језеру Чангђин. Током четврте недеље међународног објављивања, филм је зарадио 21,4 милиона долара у 75 земаља, што је пад од 54% у односу на претходни викенд. Такође је пао за 78% на око 5 милиона долара у Кини, доспевши на треће место на списку биоскопске благајне. Филм је 2. новембра прешао глобалну границу од 300 милиона долара, а највеће зараде ван Сједињених Држава остварио је у Кини (34 милиона долара), Француској (29,3 милиона долара), Русији (21 милион), Немачкој (20,2 милиона долара) и УК (18,8 милиона долара). Зарадио је 11,1 милион долара у земљама ван Сједињених Држава и Канаде током свог петог викенда, што је пад од 52%. Ово укључује 2,1 милион долара у Кини где је пао на пето место. Шестог викенда је забележио пад од 41% у 76 земаља ван Сједињених Држава и Канаде, а филм је зарадио 6,8 милиона долара.
У Сједињеним Државама и Канади, филм је зарадио 41 милион долара првог викенда у 4.125 биоскопа, надмашивши предвиђене процене за почетни викенд од 30–35 милиона долара и надмашивши деби филма Годзила против Конга (31,6 милиона долара) за највећи почетни викенд за филм Warner Bros.-а током ере пандемије. Од тог првог викенда, 17,5 милиона долара дошло је од продаје карата за први дан, укључујући 5,1 милион долара из прегледа у четвртак увече. Дина је имала најбољу заради на почетку за Warner Bros. 2021. и за Вилневу каријеру. Филм је пао за 62% током другог викенда на 15,5 милиона долара, иако је остао на врху домаће биоскопске благајне. Пао је за 51% током свог трећег викенда и зарадио 7,6 милиона долара, а филм Вечни га је изместио са врха.

### Стриминг гледаност
Филм је стримовало 1,9 милиона домаћинстава на HBO Max-у у Сједињеним Државама током његовог дебитантског викенда, наводи Samba TV. Према TV Time-у, био је најпродаванији филм уопште у Сједињеним Државама од прве до треће недеље од објављивања, пре него што је пао на шесто место током своје четврте недеље.

### Критички одговор
На агрегатору рецензија Rotten Tomatoes, филм има 83% рејтинга на основу 366 рецензија са просечном оценом 7,7/10. Консензус критичара веб-сајта гласи: „Дина се повремено бори са својим гломазним изворним материјалом, али су та питања у великој мери засенчена обимом и амбицијом ове визуелно узбудљиве адаптације.” На Metacritic-у, филм има пондерисану просечну оцену од 74 од 100 на основу 63 критичара, што указује на „генерално повољне критике”. Публика коју је анкетирао CinemaScore дала је филму просечну оцену „А–” на скали од А+ до F, док је публика на PostTrak-у дала 84% позитивних оцена (са просечном оценом од 4,5 од 5 звездица) и 66% рекло је да би га свакако препоручили.
Након премијере на Филмском фестивалу у Венецији, рани пријем је углавном био позитиван, али није наишао на одјек код неких критичара. Ове ране критике похвалиле су филм због његовог обима и амбиције, док су други сматрали да је досадан. Сумирајући ране критике, Стивен М. Колберт из Screen Rant-а је приметио да су његова сложена прича и Вилнеов редитељски стил морали имати селективну привлачност, и да се то одражава у негативним критикама до сада.
Након ширег приказивања, филм је добио похвале због свог сценарија и осећаја за размере, док су други критиковали филм што је био извучен и што покрива само половину романа. Бен Травис из часописа Empire дао је филму пет од пет звездица и изјавио: „Задивљујућа, задивљујућа огромна адаптација (половине) романа Френка Херберта која ће одушевити постојеће аколите, а придошлице навући на његове визије темељене на зачинима. Ако се други део никада не догоди, то ће бити травестија.” Роби Колин из The Daily Telegraph-а такође је дао филму оцену од пет звездица, назвавши га „величанственим, узнемирујућим и заокружујућим”. Сан Брукс из The Guardian-а је у својој рецензији са пет звездица описао филм као „густ, ћудљив и прилично често узвишен – карика која недостаје која повезује мултиплекс и артхаус”. У позитивној рецензији, Џастин Чанг из Los Angeles Times-а је написао: „Вилнев вас увлачи у запањујуће живу, понекад вероватно узнемирујућу визију будућности.” Лија Гринблат из Entertainment Weekly-ја, која је филм оценила оценом B, написала је да је Дина „управо она врста бујних, узвишених филмова за које су створени широки екрани; чулно искуство које је толико раскошно и неодољиво да тражи да се види велико или уопште не” и додаје: „Чисто чудо Вилнововог погубљења... често прикрива чињеницу да је радња углавном пролог: опсежна прича о пореклу без фиксног почетка или краја.”
Други критичари су коментарисали проблеме у вези са темпом и руковањем изворним материјалом. Критичар Овен Глајберман из Variety-ја је написао: „То је чин изградње света који остаје без пара приповедања... Дина жели да нас одушеви, а понекад и успе, али такође жели да вам се увуче под кожу као хипнотички токсичан комарац ... како у филму понестаје трикова, постаје омамљен и аморфан.” Кевин Мар из The Times-а дао је две од пет звездица, наводећи да је „сваки кадар... спектакуларан”, „Дина је такође помало досадна”. Рецензирајући филм за TheWrap, Стив Понд је филм назвао „и блиставим и фрустрирајућим, често спектакуларним и често спорим” и рекао је: „Ова верзија Дине понекад има за циљ да вас импресионира више него да вас забави; суморна је на запањујућој ниво, одбацивши већину забаве научнофантастичних пређа у корист погледа на свет који више личи на Вилневове филмове Сикарио или Затвореници него на његов Долазак.”
Неки рецензенти критиковали су филм због повлачења од арапских и исламских утицаја које је Херберт користио у роману, али и даље присвајао ове елементе, као и недостатак глумаца са региона Средњег истока или Северне Африке (MENA). Спејтс је изјавио да су морали да се повуку од употребе арапске културе уграђене у роман за филм; „Арапски свет је био много егзотичнији 1960-их него данас. Данас је арапски свет са нама, они су наши суграђани Американци, они су свуда… Ако бисте изградили неку врсту арапске будућности на Аракису у роман који почиње данас, требало би да измишљате више, а мање позајмљујете.” Упркос овој промени, критичари су и даље сматрали да је филм под јаким утицајем средњоисточне културе и да су били узнемирени због недостатка улога са MENA-е. Серена Расоул, оснивачица Муслиманског америчког кастинга, назвала је недостатак глумаца из MENA-е „брисањем”, а „Не бирате глумце из MENA-е или муслиманске глумце, али профитирате од њихове културе. Ту је болно за нас као креативце... То значи да нисмо довољно добри да будемо део филма.” Резултат тога је филм који је био више оријенталистички. Поред тога, док су неки сматрали да оригинални роман има елементе наратива о белом спасиоцу, недостатак представљања MENA поред глумаца афричког порекла у улогама ликова који су убијени да би заштитили Пола и Џесику сматрали су да то пропагира наратив о белом спаситељу даље у Вилневовом филму, према Али Карџу-Равари, доценту за исламске студије на Универзитету Бакнел. Упитан о наративу о белом спасиоцу, Вилнев је рекао да је његова намера са филмом била: „То је критика тога. То није прослава спасиоца. То је критика идеје спасиоца, некога ко ће доћи и рећи другом популација како бити, у шта веровати. То није осуда, већ критика. Тако да ја мислим да је то релевантно и да се може посматрати као савремено.”

### Награде
Дина је била номинована за десет Оскара (од којих је освојила шест), три награде Златни глобус (освојивши једну), једанаест награда БАФТА (освојивши пет), десет Филмских награда по избору критичара (освојивши три), две награде ААКТА (освојивши једну), десет награда Сателит (освојивши пет), једну награду Греми, једну Награду холивудске музике у медијима (коју је и освојио), четири Награде по избору публике, једну награду Удружења филмских глумаца, три награде Доријан (освојивши једну), једну Никелодионову награду по избору деце (коју је и освојио), као и многе друге награде. Амерички филмски институт га је прогласио једним од десет најбољих филмова из 2021. године.

## Франшиза

### Наставак
Пре него што је Legendary званично дао зелено светло за филм Дина: Други део, Вилнев је изјавио да ће филм из 2021. отприлике покривати прву половину романа, а наставак преосталу половину. У новембру 2019, Џон Спејтс напустио је своју позицију шоуранера ТВ серије Дина: Сестринство како би се више фокусирао на писање наставка филма. У јуну 2020. године, кинематограф Грег Фрејзер рекао је: „То је потпуно формирана прича сама по себи са местима на која треба отићи. То је потпуно самосталан епски филм од којег ће људи много извући када га виде”.
Након што је Warner Bros. у децембру 2020. најавио да ће Дина, заједно са неколико других филмова Warner Bros.-а током свог распореда за 2021, истовремено бити објављена на HBO Max-у и у биоскопима, Вилнев је изјавио да би овај план могао резултирати лошим финансијским наступом филма, што би могло довести до отказивања планираног наставка. Такође је пријављено да Legendary Pictures потенцијално тражи правна средства против Warner Bros.-а због истовременог стриминга, што наставак додатно доводи у опасност.
У фебруару 2021, Ерик Рот је изјавио да је написао комплетну визију потенцијалног наставака. У августу 2021, Вилнев је био оптимистичан у погледу наставка и потврдио је да ће Чани имати већу улогу у њему. Истог месеца, такође је потврдио да је почело писање наставка. Вилнев је на Филмском фестивалу у Венецији пре дебија филма рекао да планира трилогију, при чему ће два филма бити темељена на првом роману, а трећи филм темељен на роману Месија Дине. Сам филм је назван Дина: Први део током уводних шпица, дајући веродостојност плановима за даље делове.
Warner Bros. уверио је Вилнева да ће наставак добити зелено светло све док се филм буде добро показивао на HBO Max-у. Само неколико дана пре објављивања филма у Сједињеним Државама, извршна директорка Warner Bros.-а, Ен Сарноф, изјавила је: „Хоћемо ли имати наставак филма Дина? Ако погледате филм, видећете како се завршава. Мислим да прилично знате одговор на то.” Сарноф је даље рекла: „Прича сама по себи припрема наставак. Продукција је толико невероватна, а прича је толико убедљива да се неће судити само на биоскопским благајнама.”
Warner Bros. и Legendary Pictures званично су 26. октобра 2021. године дали зелено светло филму Дина: Други део, са заказаним датумом објављивања за 20. октобар 2023. године. Портпарол Legendary-ја рекао је у најави: „Не бисмо стигли до ове тачке без изванредне визије Денија и невероватог рада његове талентоване екипе, сценариста, наше глумачке екипе, наших партнера у Warner Bros.-у, и наравно обожаваоца! У част још филмова Дина.” Кључна тачка преговора пре давања зеленог светла за наставак било је уверавање да ће наставак имати ексклузивни прозор у којем ће бити приказан само у биоскопима, при чему су се Legendary и Warner Bros. сложили да дају филму Дина: Други део 45 дана пре него што буде доступан преко других канала. Вилнев је рекао да је ова биоскопска ексклузивност „услов о коме се не може преговарати” и да је „биоскопски доживљај за мене у самом срцу филмског језика.”
Уз зелено светло филма Дина: Други део, Вилнев је рекао да му је главна брига да заврши снимање што је пре могуће, а најраније је очекивао да ће почети у последњем кварталу 2022. Међутим, рекао је да је продукција другог филма имала користи од свог посла већ успостављеног на првом и може помоћи убрзању продукције. Продуценткиња Мери Парент изјавила је да би снимање требало да почне 18. јула 2022. године. Ханс Цимер ће се вратити да компонује музику за филм, а скоро када је други део добио зелено светло, већ је завршио сат и по нове музике како би помогао да инспирише Вилнева у припреми филма.
Филм Дина: Други део премијерно је приказан 6. фебруара 2024. у Мексико Ситију, док је у америчким биоскопима објављен 1. марта исте године.

### Дина: Пророчанство
У јуну 2019. је најављено да Legendary Television такође продуцира спин-оф телевизијску серију, Дина: Сестринство, за услугу стриминга WarnerMedia-е, HBO Max. Откривено је да ће серија бити усредсређена на ред Бенегесериткиња и да ће служити као преднаставак филма. Испрва је било у плану да Вилнев режира пилот епизоду, док би Спејтс написао сценарио, а Дејна Калво била шоуранерка серије. Вилнев и Спејтс би такође служили као извршни продуценти поред Брајана Херберта, Бајрона Мерита и Ким Херберт. Међутим, у новембру 2019, Спејтс је напустио серију као сценариста да би се фокусирао на наставак филма, иако је остао као извршни продуцент. Дајана Адему-Џон ангажована је у јулу 2021. као нова шоуранерка серије. Наслов серије је у новембру 2023. промењен у Дина: Пророчанство.